# ローマ軍
ローマ軍（ローマぐん）は、古代ローマ（王政ローマ・共和政ローマおよび帝政ローマ）における軍隊（陸軍および海軍）の総称。ラテン語では軍隊のことを「エクセルキトゥス（exercitus）」と言うため、「ローマ軍」を「ローマーニー・エクセルキトゥス（Romani exercitus）」あるいは「ノステル・エクセルキトゥス（noster excercitus、我らの軍隊）」などと呼んでいた。

## ローマ陸軍

### 大まかな概要
ローマ陸軍は、時代によっても異なるが、ローマ市民権を持つ者からなるレギオー（legio、ローマ軍団）およびローマ市民権を持たない者からなるアウクシリア（auxilia、支援軍）に大別することができる。レギオー（軍団）は陸軍の編成単位でもあり、個々の軍団に支援軍が付随して戦闘を行なった。
編成単位としての1個のレギオーは10個のコホルス（cohors、歩兵大隊）に、1個のコホルスは3個のマニプルス（manipulus、歩兵中隊）に、1個のマニプルスは2個のケントゥリア（centuria、百人隊）によって構成されていた。すなわち1個のレギオー（軍団）は、60個のケントゥリア（百人隊）からなっていた。従って計算上は6,000名の軍団兵がいたことになるが、実際は定員割れを起こしていることも多かったという。
共和政時代のローマ陸軍は、本土イタリアではコンスル（執政官）とプラエトル（法務官）が、属州では属州総督（プロコンスルやプロプラエトル）がおもに全軍の指揮権（インペリウム）を握った。個々の軍団については、ガイウス・マリウスの軍制改革以降は、レガトゥス（副官）のうちからレガトゥス・レギオニス（軍団長）を任命して指揮させることが多かった。各軍団の運用については、さらに各6名のトリブヌス・ミリトゥム（兵士長）によって補佐された。
帝政時代になり、国境がある程度画定してくると、防衛が主な目的になった。ローマの国境はケルト人・ゲルマン人ならびにパルティアの侵攻頻度からライン川・ドナウ川・ユーフラテス川に主眼が置かれるようになり、これらに駐屯する軍団は精鋭として名を馳せた。また、彼らの駐屯地はそれぞれが「ミニ・ローマ」とも言うべき画一的な施設・設備を有していたため、特にライン・ドナウ沿いに位置する現在のヨーロッパ諸都市はローマ軍駐屯地を起源としているものが少なくない。

### 帝政ローマ期のローマ軍 (紀元前30年 - 284年）
- 再現イベントにおける第14軍団ゲミナ（ローマ軍団）
- ローマ軍団のLegio XV Apollinaris（のコスプレによる再現）
- 動画。ローマ軍の訓練。

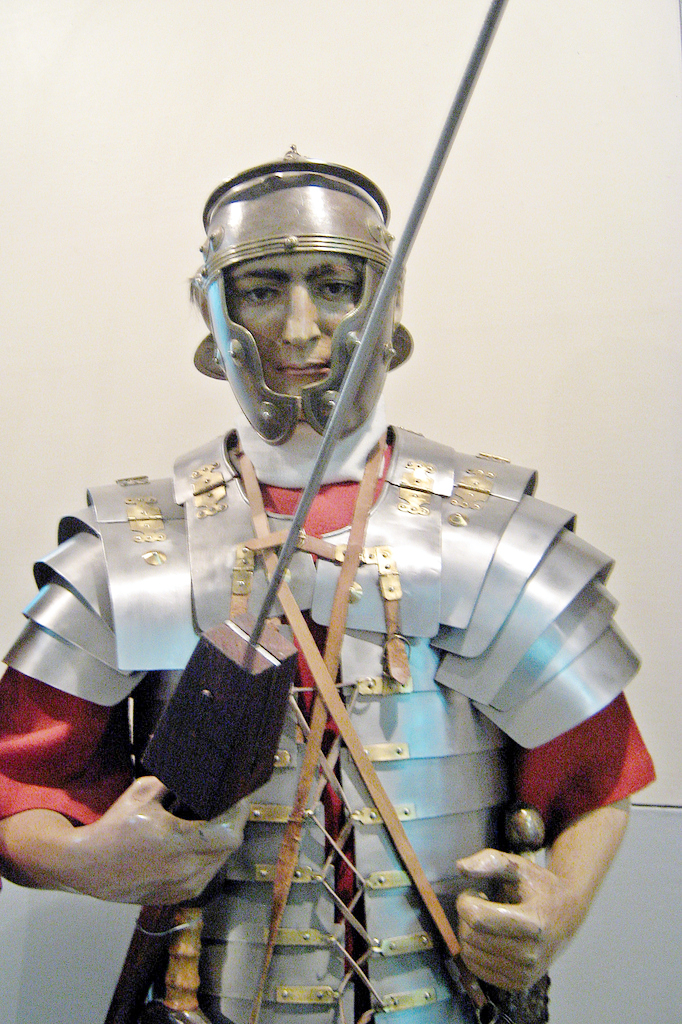
ローマ兵士とプレートアーマー（ロリカ・セグメンタタ）
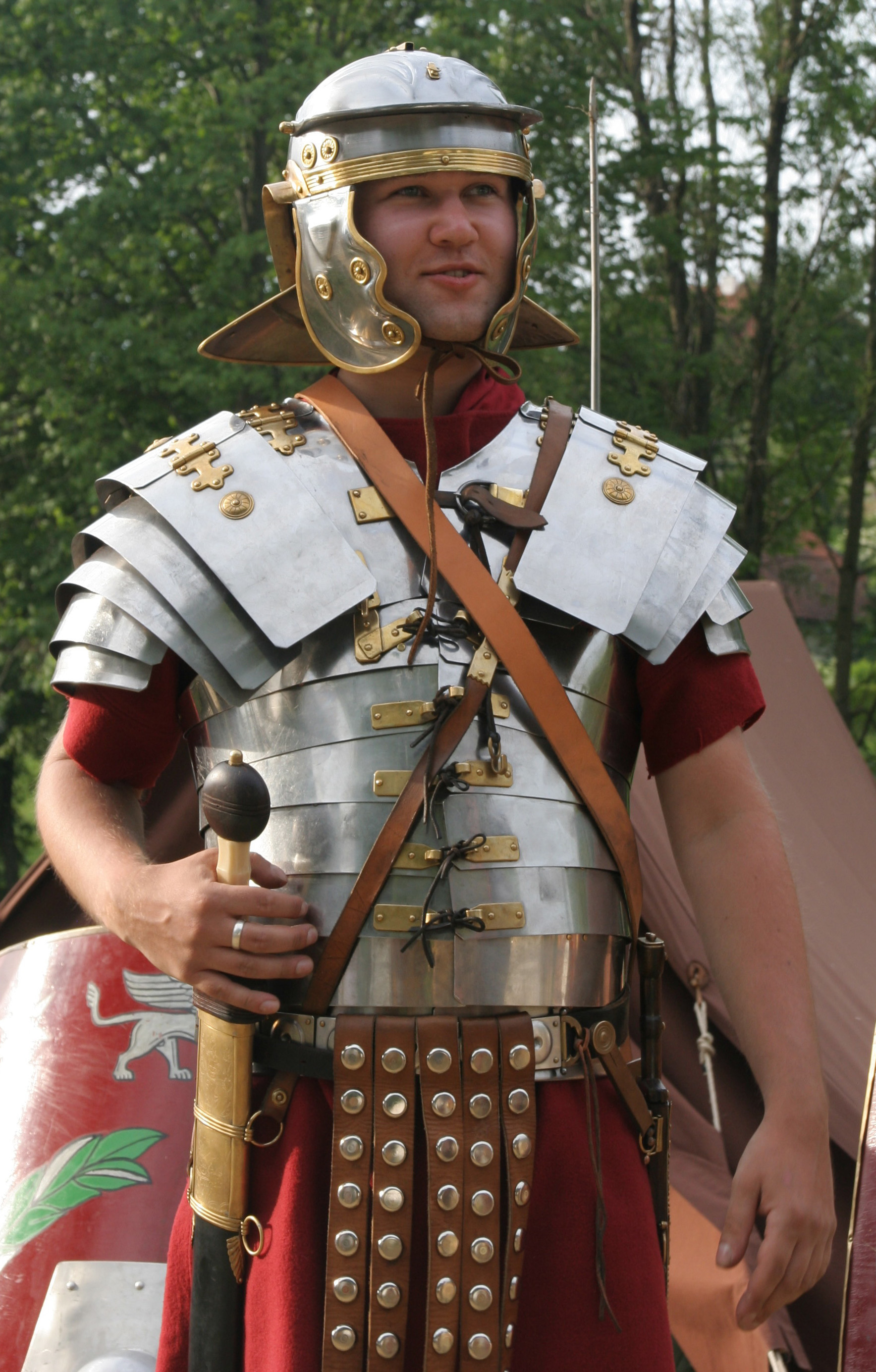
ロリカ・セグメンタタを着用した軍団兵
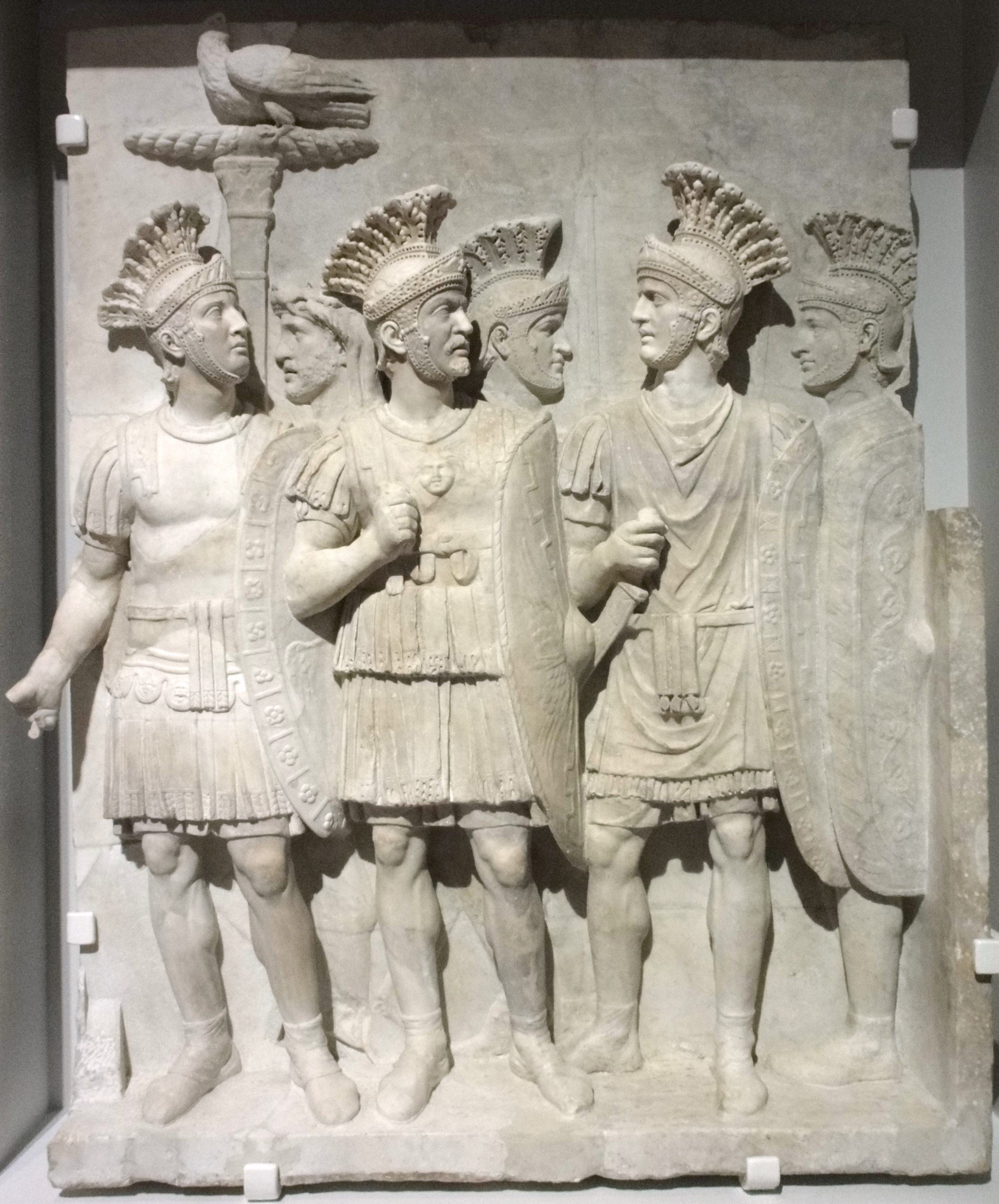
プラエトリアニ
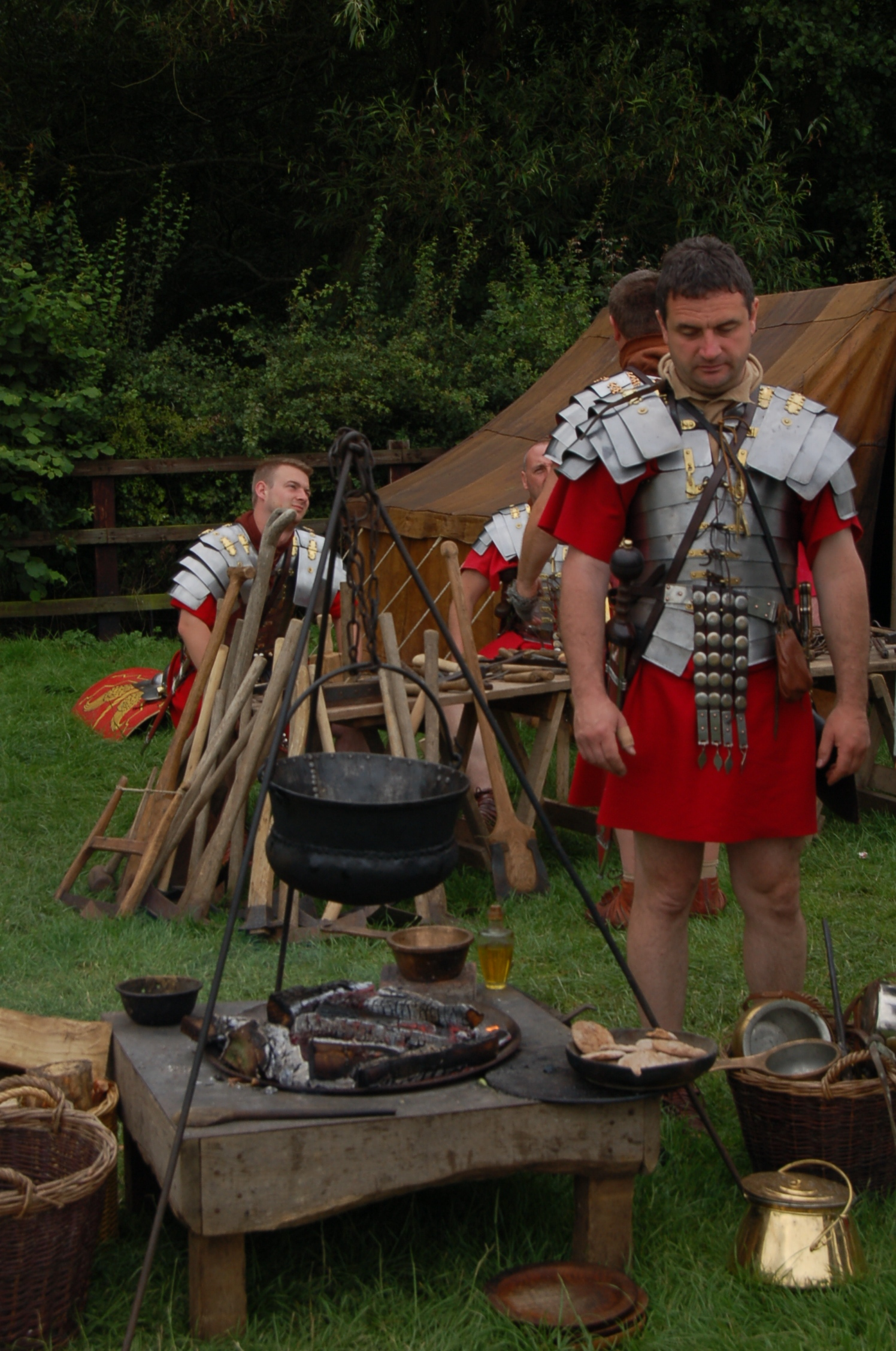
ローマ軍の野営の再現

## ローマ海軍
ラテン語では海軍または艦隊のことをクラッシス（Classis）と呼んだ。
ローマは農業中心の社会であったので、陸の上のことに関しては強かったのだが、その副作用で海上のことにはかなり疎く、当初海軍の整備はされていなかったようでいつごろに海軍が設置されたかはっきりしないが、それでも紀元前4世紀ごろにはローマ海軍に言及した文章が残されている。
海軍にかかわる当時の海上勢力図を説明しておくと、古代の地中海世界では、地中海東岸の地を本拠地とするフェニキア人が海上交易で地中海で勢力を広げており、アフリカ北岸にいくつも勢力圏を持ち、カルタゴという国までつくり、ローマ人とは露骨なライバル関係、敵対関係にあった。フェニキア人は船造りも得意で、フェニキア人の本拠地の地中海東岸は樹高が高く船造りに適した"レバノン杉"の産地であり頑丈で性能の良い大型船舶を作ることができ、さまざまな意味でフェニキア人の海軍は地中海で「最強」とされていたので、それに比べてローマ海軍は弱く、操船術や練度や船の性能などで劣っていたので、フェニキアの艦隊との海戦では大敗してしまうことが多かった。

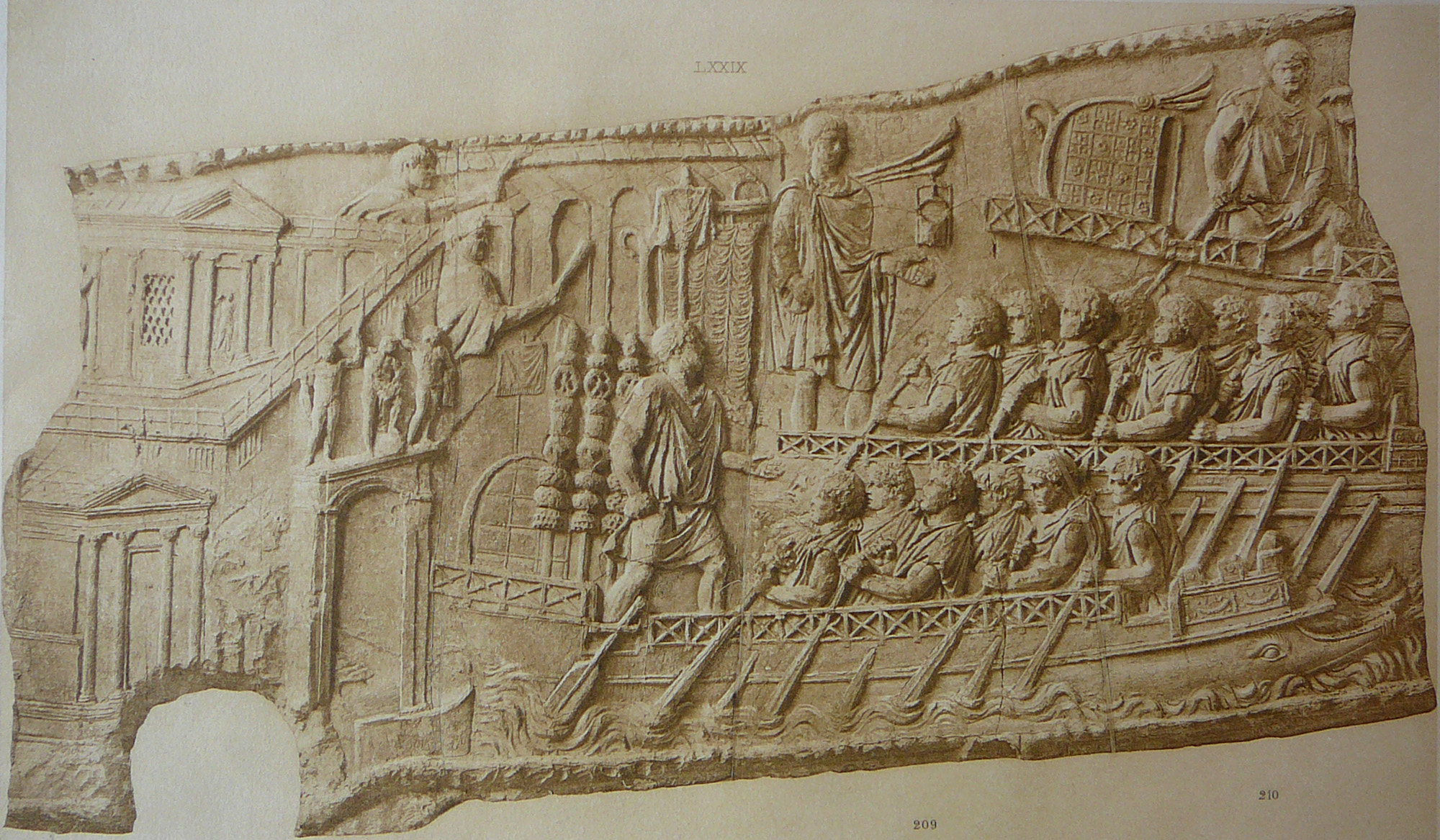
ダキア戦争の際のローマ海軍を描いたレリーフ
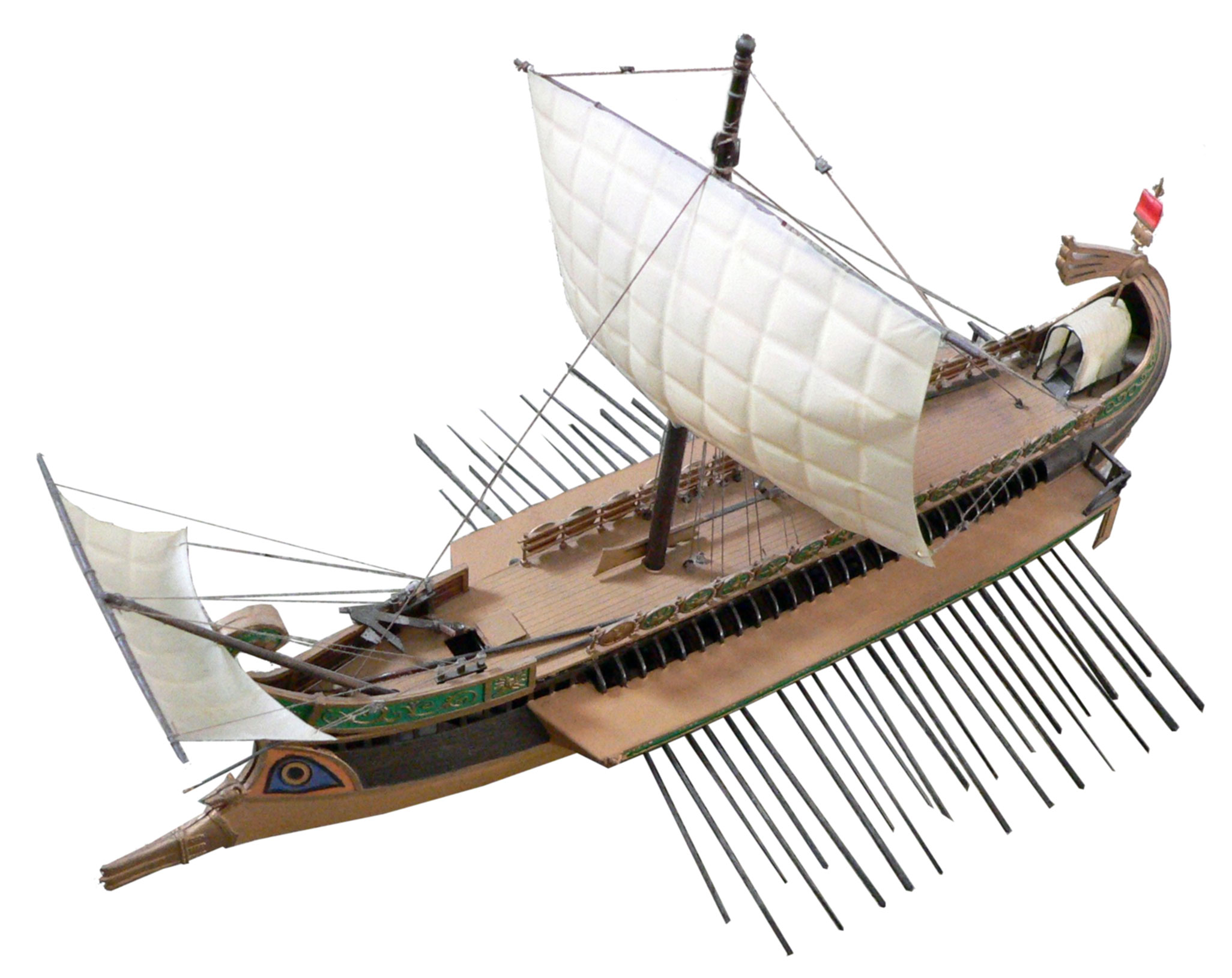
ローマ海軍の艦船の再現模型
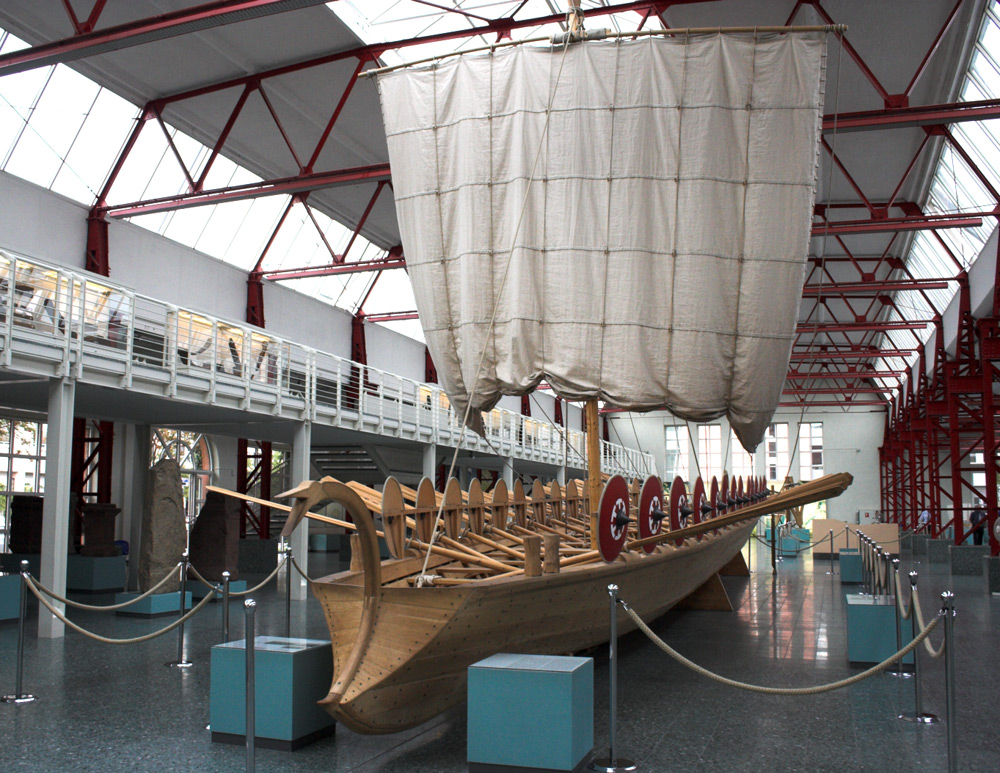
艦船の再現展示
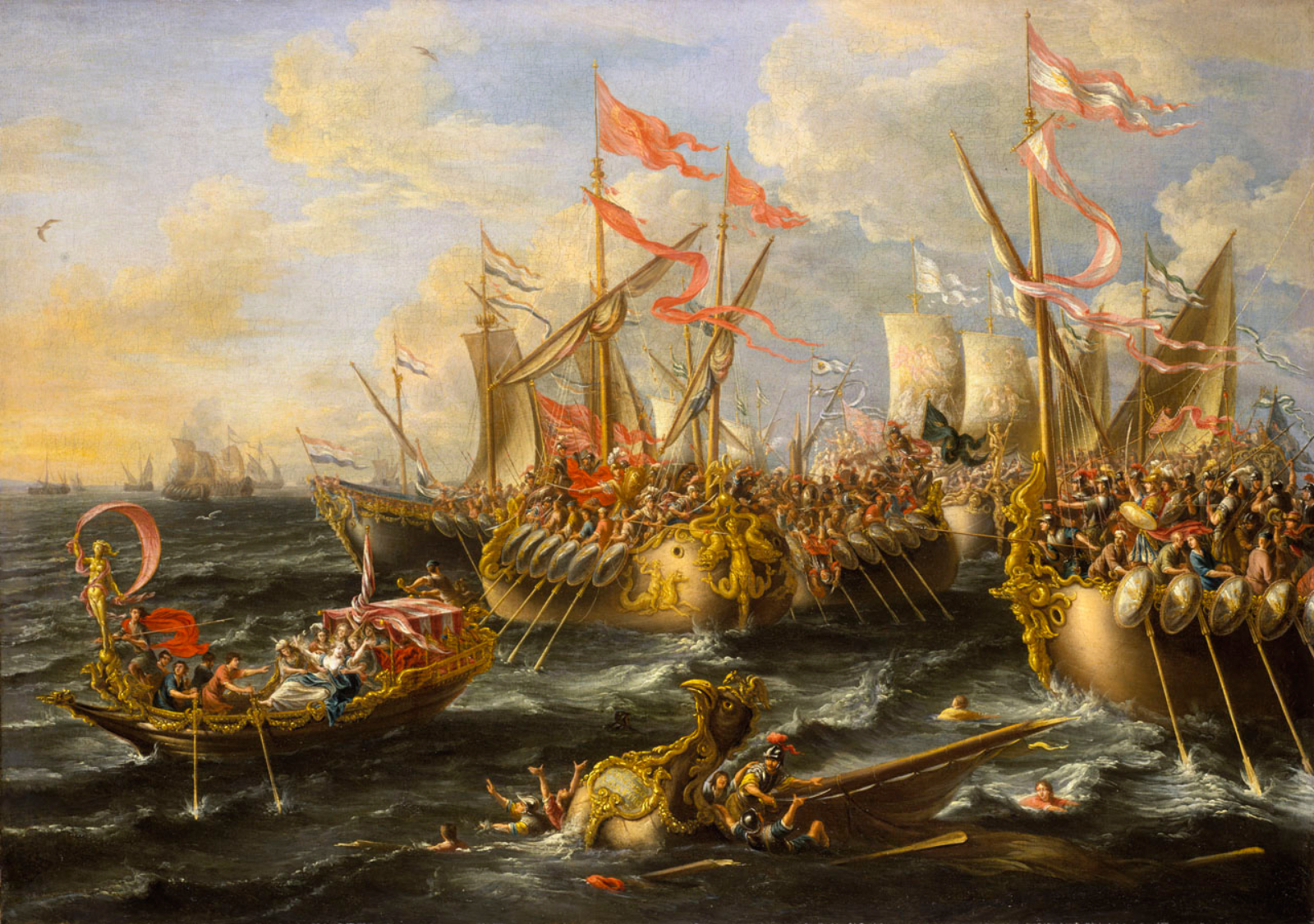
アクティウムの海戦の様子を描いた油絵（1672年）